# Kira Walkenhorst
Kira Walkenhorst (ur. 18 listopada 1990 w Essen) – niemiecka siatkarka plażowa, złota medalistka olimpijska w siatkówce plażowej (Rio de Janeiro 2016) w parze z Laurą Ludwig, zdobywczyni czterech medali mistrzostw Europy (dwóch złotych i dwóch brązowych).